# Chris Jack

a Compétitions nationales et continentales officielles uniquement.

b Matchs officiels uniquement.
Dernière mise à jour le 03 février 2016.
Chris Jack, de son vrai nom Christopher Raymond Jack, (né le 5 septembre 1978 à Christchurch) est un joueur de rugby à XV néo-zélandais qui jouait avec les All-Blacks au poste deuxième ligne. Il mesure 2,02 m et pèse 115 kg.

## Biographie

### Carrière en club
Chris Jack a été un des meilleurs deuxième lignes du monde, il alliait force et vitesse, et était très adroit dans le jeu à la main, ce qui est inhabituel pour un avant. Il a débuté avec la province de Canterbury en 1999 et en Super 12 la même année. Il a été désigné « meilleur joueur néo-zélandais » de l’année en 2002. Le 12 janvier 2008, avec les Saracens il inscrit deux essais contre Biarritz.

### Carrière internationale
Jack a eu sa première sélection avec les All-Blacks le 23 juin, 2001 à l’occasion d’un match contre l'équipe d’Argentine.
Avec les Kiwis, il dispute successivement deux Coupe du monde en 2003 puis en 2007. Il participe à sept éditions du Tri-nations en 2001, 2002, 2003, 2004, 2005 2006 et 2007.

## Palmarès

### En province et Super Rugby

#### Province
- Province de Canterbury : 40 matches (1999-2005)
  - 2 Ranfurly Shields : 2000, 2004
- Province de Tasman : 5 matches (2006-2007)

#### Super 12/14 (Crusaders)
- 110 matchs
- 6 titres: 2000, 2002, 2003, 2004, 2005, 2006
- 3 finales : 2004, 2005, 2011

### En équipe nationale

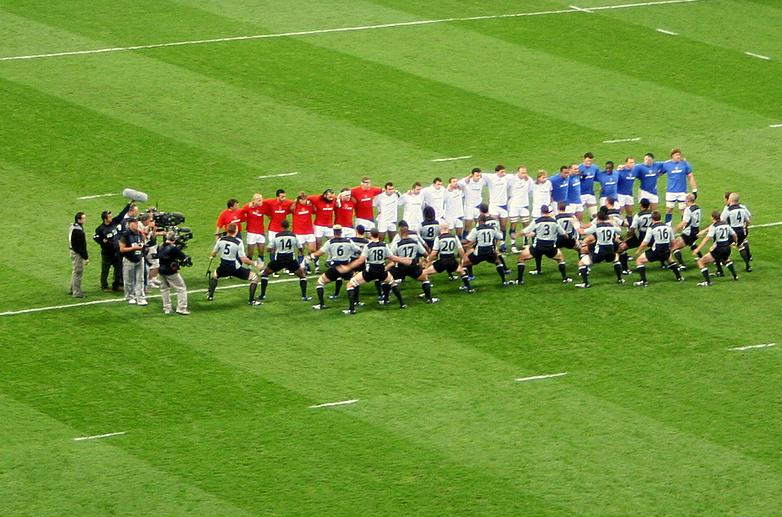
Quart-de-finale France - All Blacks en 2007.

- Nombre de matchs avec les Blacks : 67
- 25 points (5 essais)
- Première cape avec les Blacks : 23 juin 2001
- Vainqueur du Tri-nations en 2002, 2003, 2005, 2006 et 2007.

## Statistiques

### En équipe nationale
De 2001 à 2007, Chris Jack compte 67 sélections avec les All-Blacks, inscrivant 25 points. Avec les Kiwis, il dispute deux Coupe du monde en 2003 et 2007. Il participe à sept éditions du Tri-nations en 2001, 2002, 2003, 2004, 2005, 2006 et 2007.